# 源義門
源 義門（みなもと の よしかど）は、平安時代後期の武士。河内源氏の棟梁・源義朝の四男。

## 生涯
源義朝の四男として生まれ、早世したと伝わるのみで、生没年や事績は明らかでない。源頼朝のすぐ下の弟で、『系図纂要』によれば母は頼朝と同じ藤原季範の娘・由良御前とされているが、同時代的にそれを裏付ける史料は確認されていない。
ただし宮内丞の官職に任じられていることから、平治の乱で一時的に源義朝軍が内裏を占拠した際には存命しており、その際に任官したのではないか、そして直後の源氏軍敗北の中において戦死したのではないか、などと推測されている。